# Phyllachora coutoubeae
Phyllachora coutoubeae är en svampart som först beskrevs av Henn., och fick sitt nu gällande namn av Arx 1958. Phyllachora coutoubeae ingår i släktet Phyllachora och familjen Phyllachoraceae.   Inga underarter finns listade i Catalogue of Life.